# X (серия фильмов)
«X» — серия фильмов ужасов, основанных на сюжете, написанном Таем Уэстом. В неё входят фильмы «X», его приквел «Пэрл» и сиквел «Максин XXX». Общий сюжет фильмов сосредоточен на двух персонажах, Максин Минкс и Пэрл, которых сыграла Миа Гот.
Первый фильм был положительно встречен критиками и имел успех в прокате. Отдавая дань уважения слэшерам прошлого, картина была признана «классическим» и «впечатляющим» фильмом ужасов, предвосхищая его влияние на будущее жанра. «Пэрл» также была признана критиками и имела успех в прокате, при этом некоторые заявили, что фильм непреднамеренно улучшил предпосылку предыдущей киноленты. Фильм «Максин XXX» получил в целом положительные отзывы от критиков и стал самым кассовым фильмом в серии.

## Фильмы
| Фильм        | Дата выхода в США | Режиссёр | Сценарист(ы)       | Продюсеры                                                        |
| ------------ | ----------------- | -------- | ------------------ | ---------------------------------------------------------------- |
| «X»          | 18 марта 2022     | Тай Уэст | Тай Уэст           | Тай Уэст, Кевин Турен, Джейкоб Джаффке, Харрисон Крайсс          |
| «Пэрл»       | 16 сентября 2022  | Тай Уэст | Тай Уэст и Миа Гот | Тай Уэст, Кевин Турен, Джейкоб Джаффке, Харрисон Крайсс          |
| «Максин XXX» | 5 июля 2024       | Тай Уэст | Тай Уэст           | Тай Уэст, Миа Гот, Кевин Турен, Джейкоб Джаффке, Харрисон Крайсс |

## Разработка
Сценарист/режиссёр Тай Уэст создал серию фильмов как исследование и анализ желаний человечества к славе и богатству. Каждый фильм исследует связанные с этим ужасы под разным углом. «X» был создан как дань уважения и в стиле оригинальной части франшизы «Техасская резня бензопилой». В нём подробно описывается рост независимого кинопроизводства и его влияние на общество, а приквел исследовал другой стиль в этом жанре.
«Пэрл» был снят как секретный приквел, съёмки проходили в Новой Зеландии. Как только было сделано объявление о фильме, он уже находился на стадии постпроизводства. Клип из фильма был показан в сцене после титров «X». Режиссёр создал проект как смесь мелодрам Дугласа Сирка и фильмов Technicolor, описанная как «безумный фильм Disney». Исследуя рост классических голливудских фильмов, Уэст намеревался подробно рассказать о своём влиянии на социальные сдвиги и изменения.
Фильм «Максин XXX» сравнивался с фильмами джалло (в частности, Дарио Ардженто). Проект исследует создание домашнего видео, аренды и видеомагазинов, а также человеческие отношения как результат средств массовой информации, которые они потребляют.

## Дополнительные члены съёмочной группы
| Фильм        | Детали                     | Детали       | Детали                      | Детали                                | Детали       | Детали       | Детали |
| Фильм        | Композитор(ы)              | Оператор     | Монтажёр(ы)                 | Кинокомпании                          | Дистрибьютор | Длительность |        |
| ------------ | -------------------------- | ------------ | --------------------------- | ------------------------------------- | ------------ | ------------ | ------ |
| «X»          | Тайлер Бэйтс и Челси Вулф  | Элиот Рокетт | Тай Уэст & Дэвид Кашеварофф | A24 Mad Solar Little Lamb Productions | A24          | 106 минут    |        |
| «Пэрл»       | Тайлер Бэйтс и Тим Уильямс | Элиот Рокетт | Тай Уэст                    | A24 Mad Solar Little Lamb Productions | A24          | 102 минут    |        |
| «Максин XXX» | Тайлер Бэйтс               | Элиот Рокетт | Тай Уэст                    | A24 Mad Solar Little Lamb Productions | A24          | 104 минут    |        |

## Восприятие

### Кассовые сборы
| Фильм        | Кассовые сборы   | Кассовые сборы    | Кассовые сборы | Ранг                      | Ранг                     | Продажи видео    | Продажи в мире | Бюджет      | Примечания           |
| Фильм        | Северная Америка | Другие территории | Мир            | Всё время домашние прокат | Всё время мировое прокат | Северная Америка | Продажи в мире | Бюджет      | Примечания           |
| ------------ | ---------------- | ----------------- | -------------- | ------------------------- | ------------------------ | ---------------- | -------------- | ----------- | -------------------- |
| «X»          | $11 769 469      | $3 343 636        | $15 113 105    | #5 042                    | #6 322                   | $2 319 885       | $17 432 990    | $5 300 000  | [ 18 ] [ 19 ] [ 20 ] |
| «Пэрл»       | $9 423 445       | $715 971          | $10 139 416    | #5 490                    | #7 597                   | $2 037 845       | $12 177 261    | $4 900 000  | [ 21 ]               |
| «Максин XXX» | $15 082 039      | $5 185 030        | $20 267 069    | #4 523                    | #5 531                   | TBD              | TBD            | $2 000 000  | TBD                  |
| Totals       | $36 274 953      | $9 244 637        | $45 519 590    | #5,139                    | #7,892                   | $4 357 730       | $29 610 251    | $11 000 000 |                      |

### Отзывы критиков и зрителей
| Фильм        | Rotten Tomatoes    | Metacritic          | CinemaScore |
| ------------ | ------------------ | ------------------- | ----------- |
| «X»          | 94 % (229 отзывов) | 80/100 (35 отзывов) | N/A         |
| «Пэрл»       | 93 % (215 отзывов) | 76/100 (39 отзывов) | B−          |
| «Максин XXX» | 72 % (284 отзывов) | 64/100 (50 отзывов) | B           |